# Егоров, Иван Егорович (Герой Советского Союза)
Иван Егорович Егоров (1907—1943) — отделённый командир Рабоче-крестьянской Красной Армии, участник советско-финской и Великой Отечественной войны, Герой Советского Союза (1940).

## Биография
Иван Егоров родился в 1907 году в Твери.
Получил неполное среднее образование, после чего работал бригадиром слесарем на фабрике «Пролетарский авангард» в Вышнем Волочке.
В 1939 году Егоров был призван на службу в Рабоче-крестьянскую Красную Армию. Окончил полковую школу. Участвовал в советско-финской войне, будучи командиром орудия 229-го противотанкового дивизиона 123-й стрелковой дивизии 7-й армии Северо-Западного фронта.
11 февраля 1940 года в районе посёлка Сяйние (ныне — Черкасово Выборгского района Ленинградской области) Егоров, выкатив орудие на прямую наводку, несколькими выстрелами уничтожил финский дот.
Указом Президиума Верховного Совета СССР от 21 марта 1940 года за «образцовое выполнение боевых заданий командования на фронте борьбы с финской белогвардейщиной и проявленные при этом отвагу и геройство» отделённый командир Иван Егоров был удостоен высокого звания Героя Советского Союза с вручением ордена Ленина и медали «Золотая Звезда» за номером 372.
Участвовал в боях Великой Отечественной войны, будучи командиром батареи. 1 марта 1943 года Егоров погиб в бою за посёлок Коломак Валковского района Харьковской области Украинской ССР. Похоронен в братской могиле в Коломаке.
Был также награждён рядом медалей.
Орудие Егорова в настоящее время находится в Военно-историческом музее артиллерии, инженерных войск и войск связи в Санкт-Петербурге. В честь Егорова названа улица в Вышнем Волочке.